# Hamarat
Hamarat är en ort i Azerbajdzjan.   Den ligger i distriktet Lerik Rayonu, i den södra delen av landet, 220 km sydväst om huvudstaden Baku. Hamarat ligger 1 096 meter över havet och antalet invånare är 894.
Terrängen runt Hamarat är kuperad söderut, men norrut är den bergig. Närmaste större samhälle är Lerik, 19,6 km nordväst om Hamarat. 
I omgivningarna runt Hamarat växer i huvudsak blandskog. Runt Hamarat är det ganska tätbefolkat, med 129 invånare per kvadratkilometer.